# Ibrahima Niane
Ibrahima Niane (* 11. März 1999 in M’bour) ist ein senegalesischer Fußballspieler. Der Stürmer ist ehemaliger senegalesischer U-20-Nationalspieler.

## Karriere

### Verein
Niane begann seine Karriere in seiner Heimat bei der Fußballakademie AS Génération Foot, für die er mindestens seit Sommer 2016 für die erste Mannschaft spielte. In der Saison 2016/17 schoss er den Erstligisten zum Meistertitel und wurde mit 19 Treffern Torschützenkönig.
Nach der Spielzeit schloss er sich dem FC Metz, der mit der AS Generation Foot kooperiert, in der französischen Ligue 1 an. Ehemaligen Spielern der Akademie war bereits in der Vergangenheit beim FC Metz der Durchbruch gelungen, so etwa Papiss Demba Cissé, Sadio Mané, Diafra Sakho oder Ismaïla Sarr. Sein Debüt im Trikot der Grenats gab Niane bereits am 5. August 2017 (1. Spieltag) bei der 1:3-Heimniederlage gegen den EA Guingamp. Die Saison 2017/18 startete für Metz verheerend und man musste um den Klassenerhalt kämpfen. Auch der Stürmer Niane kam lange nicht in Tritt und erzielte erst am 21. Januar 2018 (22. Spieltag) bei der 1:3-Auswärtsniederlage gegen den AS Monaco sein erstes Ligator. Mit nur einem weiteren Saisontor in 30 Einsätzen konnte auch er den Abstieg in die Ligue 2 als Tabellenletzter nicht abwenden.
In der folgenden Saison 2018/19 gewann er mit dem FC Metz die Meisterschaft der Ligue 2 und erreichte den direkten Wiederaufstieg. In dieser Spielzeit blieb er zwar hinter seinem Landsmann Habib Diallo nur Ersatzspieler, erzielte jedoch als Joker häufig spielentscheidende Treffer und trug sich so zehnmal in die Torschützenliste ein. In der folgenden Saison 2019/20, die wegen der COVID-19-Pandemie abgebrochen wurde, traf er in 21 Ligaeinsätzen dreimal; der FC Metz hielt die Klasse. Nach sechs Treffern in den ersten sechs Spielen der Saison 2020/21 erlitt er Mitte Oktober 2020 einen Kreuzbandriss und fällt seitdem aus.
Im Januar 2023 wurde der Spieler bis Saisonende zum Erstligisten SCO Angers verliehen. Nach Ablauf der Leihe zog der Verein die Kaufoption.
Nach einem positiven Dopingtest wurde Niane 2025 für zwei Jahre gesperrt.

### Nationalmannschaft
Mit der senegalesischen U-20-Nationalmannschaft nahm er am U-20-Afrika-Cup 2017 in Sambia teil. Dort scheiterte man im Finale am Gastgeber. Niane erzielte im Turnier zwei Treffer. Im selben Jahr erreichte er mit der U20 bei der U-20-Weltmeisterschaft 2017 das Achtelfinale.
Bei der U-20-Weltmeisterschaft 2019 schoss er drei Tore und bereitete zwei weitere vor, als er mit seinem Heimatland in einem dramatischen Achtelfinale an Südkorea scheiterte. Insgesamt bestritt er für diese Auswahl 15 Länderspiele, in denen ihm sechs Tore gelangen.

## Erfolge
AS Génération Foot
- Senegalesischer Meister: 2016/17

Individuell
- Torschützenkönig der senegalesischen Meisterschaft: 2016/17
- Spieler des Monats der Ligue 1: September 2020